# 169
Évszázadok: 1. század – 2. század – 3. század
Évtizedek: 110-es évek – 120-as évek – 130-as évek – 140-es évek – 150-es évek – 160-as évek – 170-es évek – 180-as évek – 190-es évek – 200-as évek – 210-es évek
Évek: 164 – 165 – 166 – 167 –  168 – 169 – 170 – 171 – 172 – 173 – 174

## Események

### Római Birodalom
- Quintus Pompeius Senecio Sosius Priscust és Publius Coelius Apollinarist választják consulnak.
- Januárban Marcus Aurelius és társuralkodója, Lucius Verus visszaindul Aquileiából Rómába, de nem sokkal indulásuk után Lucius Verus meghal (feltehetően az antoninusi járvány következtében). Marcus Aurelius Rómába kíséri és eltemetteti fogadott fivére holttestét.
- A császár özveggyé vált lányát, Lucillát (a néhai Lucius Verus feleségét) hozzáadja Tiberius Claudius Pompeianushoz, Pannonia Inferior volt kormányzójához, aki már kitüntette magát a barbárok elleni harcban. Ősszel Pompeianusszal újabb hadjáratra indul a határprovinciákat fosztogató jazigok ellen.
- Teophiloszt választják Antiochia pátriárkájává.

### Kína
- A kormányzatot uraló eunuch frakció leszámol konfuciánus filozófiát követő ellenfeleivel, az ún. "pártoskodókkal". Elhitetik a 13 éves Ling császárral, hogy a pártoskodók felkelést készítenek elő, majd mintegy 100 vezető konfuciánust letartóztatnak és kivégeznek, a többiek jogfosztottá válnak.

## Születések
- Dzsingú, japán császárnő
- Csang Liao, kínai hadvezér

## Halálozások
- Január 23. – Lucius Verus, római császár
- Szeptember 10. – Marcus Annius Verus Caesar, Marcus Aurelius fia

## Fordítás
- Ez a szócikk részben vagy egészben  a(z)   169 című francia Wikipédia-szócikk ezen változatának fordításán alapul.  Az eredeti cikk szerkesztőit annak laptörténete sorolja fel. Ez a jelzés csupán a megfogalmazás eredetét és a szerzői jogokat jelzi, nem szolgál a cikkben szereplő információk forrásmegjelöléseként.